# SQLite
SQLite is een databasemanagementsysteem dat gebruikmaakt van SQL. SQLite is publicdomainsoftware.

## Gebruik
SQLite is ontwikkeld om gebruikt te worden via de opdrachtregel (CLI). Er zijn ook grafische schillen als:
- Database Browser for SQLite.
- SQLite Manager o.a. als uitbreidingstoepassing van Firefox;

## Eigenschappen
- Het databaseformat is een van de drie door Library of Congress aangeraden formaten. De andere twee zijn JSON en CSV.[4]
- Ondersteunt ACID-model.
- Geen serverinstallatie nodig.
- De meeste mogelijkheden van SQL92 en nieuwere als Upsert, Returning & vensterfuncties (bekend van PostgreSQL) worden ondersteund.
- De niet in de standaard opgenomen opdracht Vacuum is sinds 3.27 uitgebreid met de optie 'into <nieuwe database>'.
- Het volledig relationeel model is opgeslagen in 1 bestand.
- Beschikbaar voor de meeste gangbare besturingssystemen; meegebakken in Linux, OS X en Windows 10+.
- Ondersteuning van databases tot 140 terabytes.[5]
- Zowel de broncode, documentatie als de uitvoerbare bestanden (sqlite3[.exe]) voor de meest gangbare platforms zijn beschikbaar op één pagina.[6]
- Heeft een eigen ingebakken datacompressiemethode.[7]

## Registratie merknaam
Hoewel de software zich in het publiek domein bevindt, is de merknaam SQLite in 2008 geregistreerd.